# Cantone di Clères
Il Cantone di Clères era una divisione amministrativa dell'arrondissement di Rouen.
È stato soppresso a seguito della riforma complessiva dei cantoni del 2014, che è entrata in vigore con le elezioni dipartimentali del 2015.
Comprendeva i comuni di
- Anceaumeville
- Authieux-Ratiéville
- Le Bocasse
- Bosc-Guérard-Saint-Adrien
- Cailly
- Claville-Motteville
- Clères
- Eslettes
- Esteville
- Fontaine-le-Bourg
- Frichemesnil
- Grugny
- La Houssaye-Béranger
- Mont-Cauvaire
- Montville
- Quincampoix
- La Rue-Saint-Pierre
- Saint-André-sur-Cailly
- Saint-Georges-sur-Fontaine
- Saint-Germain-sous-Cailly
- Sierville
- Yquebeuf